# Space Teddy
Space Teddy war ein Label aus dem Bereich des Acid Technos und Acid House. Auf dem Label erschienen Mitte der 1990er Jahre einige bekannte Club-Hits.

## Geschichte
Gegründet wurde das Label im April 1992 von dem Berliner DJ Dr. Motte alias Mathias Roeingh und den beiden Produzenten Uwe Reineke und Werner Schrödel. Während seines Bestehens befand sich der Sitz in der Försterstraße 4 und 5 im Berliner Bezirk Friedrichshain-Kreuzberg. Die erste Veröffentlichung mit der Nummer ST 001 wurde von dem Berliner Sven Röhrig unter dem Künstlernamen 3 Phase veröffentlicht. Der Titel lautete Open Your Mind. Die letzte Veröffentlichung mit dem Namen Schöne Neue Welt von Dr. Motte erschien 1998.

## Diskografie
| Code     | Interpret               | Titel                                           | Jahr | Format                              |
| -------- | ----------------------- | ----------------------------------------------- | ---- | ----------------------------------- |
| ST 001   | 3 Phase                 | Open Your Mind                                  | 1992 | 12er, S/Sided                       |
| ST 002   | Euphorhythm             | XS EP                                           | 1992 | 12er, EP                            |
| ST 003   | Dr. Motte's Euphorhythm | Chill Out Planet Earth                          | 1992 | Album                               |
| ST 004   | Vein Melter             | When You Feel It / Pump The Bass                | 1993 | 12er, Limited Edition (Rote Vinyl)  |
| ST 005   | Euphorhythm             | Trans4mator / What Does It Taste Like?          | 1993 | 12er                                |
| ST 006   | Ebi                     | Hi EP                                           | 1994 | 12er, EP                            |
| ST 007   | Ebi                     | Zen                                             | 1994 | Doppel-Album, CD-Album              |
| ST 008   | Ebi                     | Acid Live                                       | 1995 | 10er, Limited Edition               |
| ST 009   | Holy Language           | I Am Energy / B.B.O.E                           | 1995 | 12er                                |
| CDST 010 | Dicabor                 | Dicabor                                         | 1995 | Album, CD                           |
| ST 011   | Honesty                 | Honesty EP                                      | 1995 | 12er                                |
| ST 012   | Dicabor vs Dr. Motte    | Live at the Interference Festival at Chromapark | 1995 | Mix-CD                              |
| ST 013   | Ebi Ten                 | Ten                                             | 1996 | Album, CD                           |
| ST 014   | Ebi                     | Phat Shrimp EP                                  | 1996 | 12er, EP                            |
| ST 015   | Holy Language           | Choose Your Own                                 | 1996 | Doppel-Album, CD-Album, White Label |
| ST 016   | Jonzon                  | Testosterone EP                                 | 1996 | 12er, White Label                   |
| ST 017   | Dicabor & Dr.Motte      | Cologne                                         | 1996 | 12er                                |
| STO 018  | Euphorhythm             | Postflight Tension                              | 1996 | 12er                                |
| ST 019   |                         |                                                 |      |                                     |
| ST 020   | Various Artists         | Ich Bin's – Das Beste Vom Space Teddy           | 1997 | 2xCDs (Kompilation, Mix-CD)         |
| ST 021   | Dr. Mottes Euphorhythm  | Patrik                                          | 1997 | 12er                                |
| ST 022   | Dr. Motte Planet United | Planet United                                   | 1998 | CD                                  |
| ST 023   | Dr. Motte               | Schöne Neue Welt                                | 1998 | Kompilation, Mix-CD                 |
| STD 024  | Saytek                  | Proud to Jack (Live at London)                  | 2020 | EP                                  |